# Emir Granov
Emir Granov (nacido el 17 de febrero de 1976 en Sarajevo, Bosnia y Herzegovina) es un exfutbolista bosnio. Jugaba de delantero y su primer club fue el FK Sarajevo.

## Carrera
Comenzó su carrera en 1997 jugando para el FK Sarajevo. Jugó para ese club hasta 1998. En ese año se fue a Portugal para formar parte del SC Farense. Se mantuvo en ese equipo portugués hasta 1999. En ese año regresó a Bosnia y Herzegovina para formar parte nuevamente del FK Sarajevo hasta el año 2000. En ese año se fue a Hungría para integrar el plantel de Újpest FC. Estuvo en el club hasta el año 2001. En ese año se fue a España para formar parte del Rayo Vallecano, en donde finalmente colgó sus botas.

## Selección nacional
Ha sido internacional con la Selección de fútbol de Bosnia y Herzegovina en 2001.

## Clubes
| Club           | País                 | Año       |
| -------------- | -------------------- | --------- |
| FK Sarajevo    | Bosnia y Herzegovina | 1997-1998 |
| SC Farense     | Portugal             | 1998-1999 |
| FK Sarajevo    | Bosnia y Herzegovina | 1999-2000 |
| Újpest FC      | Hungría              | 2000-2001 |
| Rayo Vallecano | España               | 2001      |